# Narsingiella
Narsingiella ist eine Gattung der Spulwürmer mit zwei Arten, die im Darm von Froschlurchen in Indien parasitieren.

## Merkmale
Narsingiella sind Fadenwürmer mit schmalem Körper, der sich zu beiden Enden verjüngt. Sie sind 3 bis 6,5 mm lang und 0,25 bis 0,4 mm dick. Die Mundöffnung wird von drei Lippen umgeben, welche zwei Paare submedianer Papillen und seitlich Amphiden tragen. Die Stränge (cordons) verlaufen sinuskurvenförmig, bilden zwischen den Lippen Schleifen und sind mit Dornen bewaffnet. Der Mund führt in den etwas erweiterten Pharynx, der sich in den langen Ösophagus mit zwei Erweiterungen (Bulbi) fortsetzt. Männchen besitzen einen typischen Genitalsaugnapf. Ein Gubernaculum ist vorhanden.

## Arten
- Narsingiella narsingi Rao, 1978: Spicula gleich lang, Wirt Wechselkröte
- Narsingiella clinotarsi Rizvi, 2009: Spicula ungleich lang mit dreilappigem Schaft, Wirt Clinotarsus curtipes